# Олецко
Олецко (пољ. Olecko) град је у Пољској у Војводству варминско-мазурском. По подацима из 2012. године број становника у месту је био 16 556.

## Становништво
| 1950. | 1960. | 1970. | 1980.  | 2012.  |
| ----- | ----- | ----- | ------ | ------ |
| 5.043 | 7.195 | 9.120 | 11.545 | 16 556 |

## Партнерски градови
- Kazlų Rūda